# 朗德省
朗德省（法語：Landes，法語發音：[lɑ̃d] ⓘ）是法國新阿基坦大区所轄的省份，濱大西洋，省會蒙德马桑。該省編號為40。2019年人口413,690。